# Siba Mtongana
Sibahle Mtongana (/siˈbaːɬɛ əmˈtɔŋana/, nascida em 10 de dezembro de 1984) é uma famosa chef, dona de restaurante, apresentadora de televisão e autora sul-africana. Seu restaurante, SIBA - The Restaurant, foi fundado em 2020, inicialmente como um local pop-up. Ela é mais conhecida por seu trabalho freelance na Drum Magazine, e na série de televisão do Cooking Channel e Food Network, Siba's Table.

## Vida inicial
Mtongana cresceu no município de Mdantsane, perto de East London, África do Sul. Ela é filha de Noliza, uma professora aposentada, e Mncedisi Mnwana, uma supervisora aposentada de uma fabricante de artigos de couro. Ela é a caçula de uma família de seis filhos.

## Filmografia
| Ano  | Título               | Rede                          | Notas/Datas de exibição                                                                   | Ref.        |
| ---- | -------------------- | ----------------------------- | ----------------------------------------------------------------------------------------- | ----------- |
| 2011 | Cooking with Siba    | Mzansi Magic                  | 7 de março de 2011, programa financiado por anunciantes e coproduzido com a Drum Magazine | [ 6 ] [ 7 ] |
| 2013 | Siba's Table         | Cooking Channel, Food Network | 4 temporadas,                                                                             | [ 8 ] [ 9 ] |
| 2014 | Chopped South Africa | Food Network                  | Juiz                                                                                      | [ 10 ]      |

## Vida pessoal
Siba é casada com Brian Mtongana. Ela e Brian têm 4 filhos: Lonwabo, Linamandla, Buhlebenkosi e Ntandoyenkosi.